# Nussbaum hadművelet
A Nussbaum hadművelet egy német katonai akció volt a második világháborúban, amelynek célja egy  meteorológiai állomás működtetése volt az északi-sarki területen.

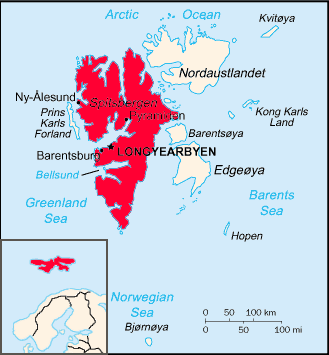
A Spitzbergák térképe

A második világháborúban szembenálló feleknek létfontosságú volt, hogy pontos időjárási előrejelzésekhez jussanak. Az Északnyugat-Európa és Skandinávia időjárását meghatározó meteorológiai rendszerek általában nyugatról, északnyugatról érkeznek, ezért a legjobban a sarki területeken – Grönland, Jan Mayen-sziget, Izland, Spitzbergák – működő állomások tudják előrejelezni a változásokat. A németek számára elengedhetetlen volt, hogy megbízható meteorológiai jelentésekhez jussanak a térségből. Különös értéke lett ebből a szempontból a Spitzbergáknak.
Mivel a szövetségesek fölénye miatt felszíni hajó nem közelíthette meg észrevétlenül a Spitzbergákat, a németek az U–377 fedélzetén vitték a meteorológiai állomás helyszínének kijelölt Signehammához a legénységet és a felszerelést két fuvarral, 1942. október és november elején. A Knospe hadművelet által hátrahagyott nyári tábort és raktárt jó állapotban találták meg. November 21-én utasítást kaptak, hogy kezdjék meg az előrejelzések sugárzását, ami némi zavart okozott, mert a tenger még nem fagyott be, így a szövetségesek könnyen megközelíthették volna az állomást, ha bemérik a rádiót. A jobb rádióvétel miatt a csapat a téli táborból átköltözött a nyáriba 1943. április 13-án. Május 6-án és 18-án egy repülőgép felszerelést, ellátmányt és postát dobott le.
Június 20-án a legénység három tagja, köztük a műveletet vezető Dr. Franz Nusser elindult a téli táborba, hogy ellenőrizze a készleteket.  Amikor Nusserék elérték Signehammát, egy fegyverest pillantottak meg a tábornál, mire visszahúzódtak, és elindultak a nyári tábor felé, hogy riadóztassák a többieket. Eközben a csapat egy másik, Köhler nevű tagját, aki madarakat filmezett a közeli tavaknál, fegyveresek vették körbe, majd amikor menekülni próbált, lelőtték. A támadók norvégok voltak, akik a vízről vették észre egy automata meteorológiai állomás antennáját. Nusser rádión evakuálást kért, majd kiürítették a nyári tábort, és az előre kijelölt találkozási ponthoz mentek. Június 22-én az U–320-as búvárhajó felvette őket. A tengeralattjáró megközelítette Signehammát, ahol elsüllyesztette a norvég hajót és szétlőtte a parton felállított sátrakat. A támadásban egy norvég meghalt. Nusserék Bjørnøyától délre átszálltak az U–625-ös fedélzetére, amely Narvikba vitte őket.